# Trent Robinson

a Compétitions nationales et continentales officielles uniquement.

Trent Robinson, né le 15 mars 1977, est un ancien joueur australien de rugby à XIII évoluant au poste de pilier ou de deuxième ligne reconverti entraîneur. En tant que joueur, sa carrière est modeste en National Rugby League avec seulement quatre matchs disputés sous les maillots des Wests Tigers et des Eels de Parramatta avant un exil en France à Toulouse. Après une grave blessure, il met un terme à sa carrière et devient entraîneur. Tout d'abord à Toulouse puis des postes d'adjoints en NRL à Newcastle et aux Sydney Roosters. Il prend en main ensuite comme entraîneur principal des Dragons Catalans où il y connaît une certaine réussite avec deux qualifications en phase finale et un titre de meilleur entraîneur de Super League. Ce passage m'amène à prendre en main les Roosters de Sydney à partir de 2013 avec un titre de NRL conquis en 2014 et le titre de meilleur entraîneur de NRL.

## Biographie

### Carrière de joueur
Trent Robinson n'est pas issu d'une famille de rugby à XIII mais la pratique sportive y est répandue. Sa mère, Lynne, est une ancienne internationale de water-polo de l'équipe d'Australie et l'a élevé seul avec son frère ainé Dean. Il pratique dans sa jeunesse le cricket et le football, grandit dans la ville de Camden dans l'agglomération de Sydney, et s'essaye au rugby à XIII à 13 ans au collège Saint-Grégory à Sydney. Après trois ans de pratique, il intègre les équipes jeunes des Sydney Roosters. Il joue longtemps dans les équipes réserves de National Rugby League ayant peu d'occasions de se montrer en NRL, trois matchs avec les Wests Tigers en 2000 et 2001 et un unique match avec Parramatta en 2002 où Brian Smith en est l'entraîneur. Il déclare lui même à ce propos qu'il fait partie de « ces joueurs qui ne sont pas idiots, ne sont pas inférieurs mais à qui il manque quelque chose » pour jouer en NRL. Ainsi, à la fin de l'année 2002, Robinson ne se voyait pas alterner de nouveau entre équipe réserve et l'équipe première de Parramatta, il décide alors de s'expatrier et choisit le club de Toulouse qui évolue dans le Championnat de France et qui a déposé un dossier de candidature pour intégrer la Super League. Il rejoint ainsi un club qui depuis longtemps accueille des joueurs australiens à l'instar de Simon Dorrell.

### Carrière d'entraîneur
Après trois saisons à Toulouse et un refus du dossier du club pour intégrer la Super League, cette dernière ayant donné cette possibilité aux Dragons Catalans de Perpignan, Trent Robinson s'apprête à rejoindre comme préparateur physique le club de rugby à XV Western Force. Toutefois, le président de Toulouse, Charles Zalduendo, lui propose de prendre le poste d'entraîneur de l'équipe première et Robinson accepte de relever ce challenge sur les conseils de son ancien entraîneur Smith. Il rencontre également la fille qui allait devenir sa femme, Sandra Stefan, et devient rapidement bilingue.
Après son expérience de Toulouse, Robinson retourne en Australie et suit son ex-entraîneur Smith à travers les clubs de Newcastle et des Sydney Roostersoù il y est adjoint notamment sur le secteur de jeu de la défense. Ces expériences l'amènent à être recruté par les Dragons Catalans qui lui proposent le poste d'entraîneur pour la saison 2011 en Super League.
Sa période aux Dragons Catalans est une réussite où il est désigné meilleur entraîneur dès sa première saison avec une équipe qui progresse. Les Roosters entraînés par Smith déçoivent et finalement ce dernier est évincé au profit de Robinson pour la saison 2013 qui déclare « être géné et désolé » à l'égard de son ex-entraîneur qui l'avait lancé. Sa première saison aux Roosters est un succès puisqu'il remporte la National Rugby League avec une équipe comprenant Anthony Minichiello, James Maloney, Roger Tuivasa-Sheck et Boyd Cordner.

## Palmarès d'entraîneur
- Collectif :
  - Vainqueur du World Club Challenge : 2014 et 2019 (Roosters de Sydney).
  - Vainqueur de la National Rugby League : 2013, 2018 et 2019 (Roosters de Sydney).
  - Vainqueur de la phase régulière de National Rugby League : 2013, 2014, 2015 et 2018 (Roosters de Sydney).
  - Finaliste du Championnat de France : 2006 (Toulouse).

- Individuel :
  - Nommé meilleur entraîneur de National Rugby League : 2013 (Roosters de Sydney).
  - Nommé meilleur entraîneur de Super League : 2011 (Dragons Catalans).

### Détails en club
| Année                                                                     | Année     | Club                    | Compétition | Saison régulière | Saison régulière | Saison régulière | Saison régulière | Saison régulière | Phase finale | Phase finale | Phase finale | Phase finale | Phase finale | Coupe de France |
| Année                                                                     | Année     | Club                    | Compétition | Class.           | MJ               | V.               | N.               | D.               | Perf.        | MJ           | V.           | N.           | D.           | Coupe de France |
| 2005-2006                                                                 | 2005-2006 | Toulouse Olympique XIII | CHF         | 2e               | 27               | 15               | 1                | 11               | Finaliste    | 2            | 1            | 0            | 1            | 1/2 finale      |
| De 2006 à 2010, Trent Robinson n'occupe pas de poste d'entraîneur en chef |           |                         |             |                  |                  |                  |                  |                  |              |              |              |              |              |                 |
| Année                                                                     | Année     | Club                    | Compétition | Saison régulière | Saison régulière | Saison régulière | Saison régulière | Saison régulière | Phase finale | Phase finale | Phase finale | Phase finale | Phase finale | Challenge Cup   |
| Année                                                                     | Année     | Club                    | Compétition | Class.           | MJ               | V.               | N.               | D.               | Perf.        | MJ           | V.           | N.           | D.           | Challenge Cup   |
| 2011                                                                      | 2011      | Dragons Catalans        | SL          | 6e               | 27               | 15               | 1                | 11               | 2e tour      | 2            | 1            | 0            | 1            | 1/8 finale      |
| 2012                                                                      | 2012      | Dragons Catalans        | SL          | 4e               | 27               | 18               | 0                | 9                | 2e tour      | 2            | 0            | 0            | 2            | 1/4 finale      |
| Année                                                                     | Année     | Club                    | Compétition | Saison régulière | Saison régulière | Saison régulière | Saison régulière | Saison régulière | Phase finale | Phase finale | Phase finale | Phase finale | Phase finale |                 |
| Année                                                                     | Année     | Club                    | Compétition | Class.           | MJ               | V.               | N.               | D.               | Perf.        | MJ           | V.           | N.           | D.           |                 |
| 2013                                                                      | 2013      | Sydney Roosters         | NRL         | 1er              | 24               | 18               | 0                | 6                | Champion     | 3            | 3            | 0            | 0            |                 |
| 2014                                                                      | 2014      | Sydney Roosters         | NRL         | 1er              | 24               | 16               | 0                | 8                | Finale prél. | 3            | 1            | 0            | 2            |                 |
| 2015                                                                      | 2015      | Sydney Roosters         | NRL         | 1er              | 24               | 18               | 0                | 6                | Finale prél. | 3            | 1            | 0            | 2            |                 |
| 2016                                                                      | 2016      | Sydney Roosters         | NRL         | 15e              | 24               | 6                | 0                | 18               | Non qualifié | -            | -            | -            | -            |                 |
| 2017                                                                      | 2017      | Sydney Roosters         | NRL         | 2e               | 24               | 17               | 0                | 7                | Finale prél. | 2            | 1            | 0            | 1            |                 |
| 2018                                                                      | 2018      | Sydney Roosters         | NRL         | 1er              | 24               | 16               | 0                | 8                | Champion     | 3            | 3            | 0            | 0            |                 |
| 2019                                                                      | 2019      | Sydney Roosters         | NRL         | 2e               | 24               | 17               | 0                | 7                | Champion     | 3            | 3            | 0            | 0            |                 |
| 2020                                                                      | 2020      | Sydney Roosters         | NRL         | 4e               | 20               | 14               | 0                | 6                | 2e tour      | 2            | 0            | 0            | 2            |                 |
| 2021                                                                      | 2021      | Sydney Roosters         | NRL         | 5e               | 24               | 16               | 0                | 8                | 2e tour      | 2            | 1            | 0            | 1            |                 |
| 2022                                                                      | 2022      | Sydney Roosters         | NRL         | 6e               | 24               | 15               | 0                | 9                | 1er tour     | 1            | 0            | 0            | 1            |                 |
| 2023                                                                      | 2023      | Sydney Roosters         | NRL         | 7e               | 24               | 16               | 0                | 8                | 2e tour      | 2            | 1            | 0            | 1            |                 |
| 2024                                                                      | 2024      | Sydney Roosters         | NRL         | 3e               | 24               | 16               | 0                | 8                | Finale prél. | 3            | 1            | 0            | 2            |                 |
| 2025                                                                      | 2025      | Sydney Roosters         | NRL         | -                | -                | -                | -                |                  | -            | -            | -            | -            | -            |                 |